# 액체 로켓 부스터
액체 로켓 부스터(Liquid rocket booster, LRB)는 액체 연료와 산화제를 사용하여 액체 추진제 또는 하이브리드 로켓에 이륙 시 추가 추진력을 제공하거나 운반할 수 있는 총 탑재량을 늘린다. 로켓의 측면에 부착되어 있다. 고체 로켓 부스터와 달리 LRB는 엔진이 허용하도록 설계된 경우 스로틀링을 줄일 수 있으며, 유인우주비행에서 추가 탈출 옵션을 위해 긴급 상황에서 안전하게 종료할 수 있다.

## 현재의 이용
델타 IV 헤비는 델타 IV 미디엄(Delta IV Medium) 버전에서 사용되는 GEM-60 고체 로켓 모터 대신 LRB로 두 개의 추가 CBC가 있는 중앙 커먼 부스터 코어(CBC)로 구성된다. 이륙 시 세 개의 코어는 모두 최대 추력으로 작동하고, 44초 후에 중앙 코어는 부스터가 분리될 때까지 연료를 절약하기 위해 55%까지 조절된다. 안가라 A5V와 팰컨 헤비는 개념적으로 델타 IV 헤비와 유사하다.
팰컨 헤비는 원래 중앙 코어 엔진이 분리될 때까지 두 측면 코어로부터 연료와 산화제를 공급받는 독특한 "추진제 교차 공급" 기능으로 설계되었다. 주로 측면 부스터에서 연료를 공급하여 발사부터 모든 엔진을 최대 추력으로 작동하면 측면 부스터가 더 빨리 고갈되어 가속되는 질량을 더 일찍 분리할 수 있다. 이렇게 하면 부스터 분리 후에도 중앙 코어 추진제의 대부분을 사용할 수 있게 된다. 머스크는 2016년에 크로스피드가 구현되지 않을 것이라고 밝혔다. 대신 중앙 부스터는 연료를 절약하기 위해 이륙 직후 스로틀을 낮추고 측면 부스터가 분리된 후 최대 추력을 재개한다.

## 같이 보기
- 로켓
- 고체 로켓 부스터